# 發光體 (渡邊麻友單曲)
《發光體》（日语：ヒカルものたち）是渡邊麻友的第3張單曲。2012年11月21日由Sony Music Records發售。

## 概要
分為完全生產限定盤、初回生產限定盤A、B、C、通常盤 CD only共5種形態發售。特典DVD中收錄在小嶋陽菜的主演電視劇『小惠會使用魔法嗎？』的影像。

## 收錄曲

### 初回生產限定盤A
1. 發光體  [4:20]（ヒカルものたち）
（作詞：秋元康、作曲：田辺晋太郎、編曲：八王子P）
2. 地平線的另一端是哪?-Beyond the horizon- [3:57]（地平線の彼方はどこにある? -Beyond the horizon-）
（作詞：秋元康、作曲：野村陽一郎、編曲：湯浅篤）
3. 離別之橋（サヨナラの橋）  [4:33]
（作詞：秋元康、作曲：MIKOTO、編曲：重永亮介）
4. 發光體（instrumental）
5. 地平線的另一端是哪?-Beyond the horizon-（instrumental）
6. 離別之橋（instrumental）

### 初回生產限定盤B
1. 發光體
2. 心的湯匙  [3:01]（ハートのスープ）
（作詞：秋元康、作曲：増谷賢、編曲：板垣祐介）
3. 離別之橋
4. 發光體（instrumental）
5. 心的湯匙（instrumental）
6. 離別之橋（instrumental）

### 初回生產限定盤C
1. 發光體
2. 2人的黎明 [3:36]（2人の夜明け）
（作詞：秋元康、作曲：福田貴訓、編曲：立山秋航）
3. 離別之橋
4. 發光體（instrumental）
5. 2人的黎明（instrumental）
6. 離別之橋（instrumental）

### 完全生產限定盤&通常盤[4]
1. 發光體
2. 踩到愛  [2:48]（恋を踏んじゃった）
（作詞：秋元康、作曲：渡辺和紀、編曲：野中“まさ”雄一）
3. 離別之橋
4. 發光體 （instrumental）
5. 踩到愛 （instrumental）
6. 離別之橋 （instrumental）

## 備註
1. ↑  .   [2012-11-06]. （原始内容存档于2016-03-05）.
2. ↑  11/21（水）3rdシングル『ヒカルものたち』発売決定!!! （页面存档备份，存于） - ソニー・ミュージックレコーズ 2012年9月27日
3. ↑  .   [2012-11-06]. （原始内容存档于2013-10-24）.
4. ↑  中國大陸引進版中的曲目與完全生產限定盤和通常盤相同 的存檔，存档日期2014-07-21.

## 外部連結
- 渡辺麻友 - ディスコグラフィ
- YouTube上的渡辺麻友　『ヒカルものたち-short ver.-』
- YouTube上的渡辺麻友　『サヨナラの橋-short ver.-』